# Kyle Hunt
Kyle Hunt (Queens, New York, 31 de octubre de 1989) es un baloncestista estadounidense con nacionalidad jamaicana que pertenece a la plantilla del Niigata Albirex BB de la B.League. Con 2,08 metros de estatura, juega en la posición de pívot.

## Trayectoria deportiva
Es un jugador formado a caballo entre varias universidades, Snead State (2008-2010), Middle Tennessee State Blue Raiders (2010-2011) y la Universidad de Ciencias y Arte de Oklahoma (2011-2012).
Después de concluir su etapa universitaria, en octubre de 2012 Hunt fichó por el Club Atlético Olimpia de Uruguay, donde promedió 18,8 puntos y 9,6 rebotes en 17 partidos. Tras ser elegido en el draft de 2013 de la D-League por Austin Spurs, jugó 10 partidos con este club antes de marcharse al Estudiantes Concordia de Argentina, en el que promedió 10,7 puntos y 7,9 rebotes en 19 partidos. 
Más tarde, en 2014 formó parte de Pioneros de Delicias de México, y meses después regresaría a Argentina para jugar con el Deportivo Viedma, en el que promediaría 14,9 puntos y 7,5 rebotes por encuentro. 
En 2015, Hunt volvió a hacer las maletas para fichar por el Chargers australiano con el que jugaría 10 partidos, realizando un promedio de 17,1 puntos y 9,6 rebotes por encuentro, antes de desembarcar en el Halifax Hurricanes de Canadá con el que anotó 14,3 puntos y 6,1 rebotes en 52 partidos.
En 2016, llegó a Turquía para jugar en las filas del Yalova Group Belediye, donde jugó 34 partidos con 18 puntos y 7,5 rebotes, y en la siguiente temporada, la 2017-2018, mantenerse en el mismo club y firmar 19,3 puntos y 9,9 rebotes.
Comienza la temporada 2018-19 en las filas del Beirut Club para disputar la emergente liga de El Líbano, dónde anota 16,3 puntos y 8 rebotes por encuentro.
En abril de 2019 firmó contrato con el UCAM Murcia de la liga ACB para lo que resta de temporada, para sustituir al lesionado Kevin Tumba. Durante la temporada 2019-20, su segunda en el club murciano promedió 5.8 puntos y 4 rebotes por partido.
El 31 de julio de 2020, hace oficial su fichaje por San-en NeoPhoenix de la B.League.